# Edel McMahon
Pour les articles homonymes, voir MacMahon.
Pas d'image ? Cliquez ici

a Compétitions nationales et continentales officielles uniquement.

b Matchs officiels uniquement.
Dernière mise à jour le 1 avril 2024.
Edel McMahon, née le 25 mars 1994 à Limerick (Irlande), est une joueuse internationale irlandaise de rugby à XV qui évolue au poste de troisième ligne aile. Elle joue en championnat d'Angleterre avec les Exeter Chiefs.

## Biographie
Edel McMahon nait le 25 mars 1994 à Limerick en Irlande. Elle grandit dans une ferme laitière de Kilmihil. Elle pratique d'abord le football gaélique, où elle excelle (elle est championne d'Irlande de deuxième division en 2008 avec le club de Kilmihil alors qu'elle n'a que 14 ans) et qu'elle continue à pratiquer même après avoir découvert le rugby à XV ; elle est notamment sacrée championne d'Irlande avec l'équipe du Clare en 2019. Elle pratique également le football australien, remportant un titre de championne d'Europe, avec les Irish Banshees.
C'est à l'université nationale d'Irlande à Galway, où elle étudie la biochimie, qu'elle débute la pratique du rugby à XV en 2012. Inscrite au football, elle cherche les vestiaires sur le campus. Elle rencontre alors deux étudiantes en tenue qui se rendent à leur entrainement de rugby. Celles-ci vont alors la convaincre de les suivre et d'essayer plutôt le rugby. Dès lors, elle ne rate plus un entraînement.
L'année suivante, elle prend une licence au Galwegians RFC où elle joue six saisons. Elle dispute également le championnat inter-provinces sous les couleurs du Connacht.
Sélectionnée pour le Tournoi des Six Nations 2017, ses débuts internationaux sont repoussés à cause d'une blessure au tendon d'Achille qui lui fait également rater la Coupe du monde. Bien que spectatrice, elle est complètement au fait de l'ambiance calamiteuse au sein de la sélection menée par le sélectionneur Tom Tierney. Au mois de novembre, elle est remise et sélectionnée avec l'équipe des Barbarians alors qu'elle n'est pas internationale dans son pays.
Elle fait ses débuts internationaux sous les ordres du nouveau sélectionneur Adam Griggs, pendant le Tournoi des Six Nations 2018, où elle entre en jeu face à l'Italie. Sa première titularisation arrive contre les États-Unis lors des tests de novembre.
En 2019, après un Six Nations décevant avec une seule victoire, Claire Molloy incite Edel McMahon à partir jouer en Angleterre pour y devenir professionnelle et faire bénéficier de ses progrès à l'équipe nationale. En outre, pour concilier son emploi dans un laboratoire vétérinaire à Fethard (en) avec le rugby à Galway, elle fait beaucoup de route et laisse beaucoup d'énergie. Elle décide de rejoindre les Wasps (en) à l'intersaison.
Blessée, elle rate la campagne de qualification à la Coupe du monde 2021, qui est un échec pour l'Irlande.[réf. nécessaire]
En 2022, elle signe aux Exeter Chiefs. La première saison se conclut par une finale où elle est titulaire, mais perdue face au Gloucester-Hartpury RFC.
En octobre 2023, nommée co-capitaine de l'équipe nationale avec Samantha Monaghan, elle dispute et remporte la première édition du WXV, organisée à Dubaï.

## Palmarès

### En club
- Finaliste du Championnat d'Angleterre en 2023.

### En équipe nationale
- Vainqueur du WXV 3 en 2023.